# 咄固
咄固（トルゴ、生年不詳 - 293年）は、高句麗の第13代王西川王の息子で、第14代王烽上王の弟。第15代王美川王の父。

## 人物
具体的な生涯に関する記録はない。
兄の烽上王は猜疑心が強い王であり、293年9月、咄固は叛意ありと断定され死を賜った。子の乙弗（後の美川王）は王宮を逃れ、塩商人として生活していたが、国相の倉助利の説得を受け、烽上王を廃位して王位についた。

## 家族
- 父：西川王　第13代国王
- 兄：烽上王　第14代国王
- 息子：美川王　第15代国王
  - 孫：故国原王　第16代国王
    - 曾孫：小獣林王　第17代国王
    - 曾孫：故国壌王　第18代国王
      - 玄孫：好太王　第19代国王
        - 来孫：長寿王　第20代国王